# Sonic Jam
Sonic Jam (яп. ソニック ジャム Соникку Дзяму) — сборник, состоящий из нескольких игр Sonic the Hedgehog, выходивших в разное время на консоль Sega Mega Drive/Genesis. Релиз состоялся для Sega Saturn в 1997 году, а в следующем году — на Game.com.
Поводом для создания компиляции послужили многочисленные обращения со стороны поклонников серии к компании Sonic Team. Команда испытывала трудности по сбору всей информации, так как они даже не подозревали о выходе других игр на других консолях от Sega. Специально для Sonic Jam был создан уровень «Sonic World», выполненный в трёхмерной графике. Разработка длилась почти год.
Выход Sonic Jam был неоднозначно встречен критиками. К достоинствам проекта рецензентами был причислен уровень «Sonic World», а также сама возможность изучить историю серии Sonic the Hedgehog. В качестве недостатков обозреватели назвали отсутствие в сборнике игры Sonic the Hedgehog CD и полноценной трёхмерной графики.

## Игровой процесс

Трёхмерный уровень сборника «Sonic World». По словам программиста Юдзи Наки, с помощью данного уровня команда разработчиков экспериментировала с трёхмерной графикой, и хотела понять, как будет выглядеть серия в новых условиях

Сборник содержит несколько игр серии Sonic the Hedgehog, выходивших ранее на Mega Drive/Genesis; присутствуют в том числе и дополнения к Sonic & Knuckles. В Sonic Jam есть три режима — оригинальный (англ. Original), нормальный (англ. Normal) и лёгкий (англ. Easy). В первом режиме игра ничем не отличается от оригинала, но в последних двух убираются некоторые уровни, заменяющиеся на один длинный акт, и облегчается прохождение особых этапов («Special Stage»). В игре Sonic the Hedgehog у ежа Соника появился приём spin dash, позволяющий разгоняться на месте, и который можно выключить в меню. Также в играх были исправлены недоработки, незначительно изменены звуковые эффекты и мелодии.
Кроме старых игр, в меню сборника можно выбрать трёхмерный уровень «Sonic World», напоминающий «Green Hill» из Sonic the Hedgehog. Игрок может выполнить восемь различных миссий, например, собрать определённое количество колец или найти чекпоинты. На уровне отсутствуют роботы доктора Роботника. Помимо этого, тут находятся музеи, где можно посмотреть ролики из старых игр серии, послушать музыку и посмотреть картинки.

## Разработка и выход сборника
В 1997 году компания Sega на выставке Tokyo Game Show, в рамках своего плана под названием «Project Sonic», объявила о создании нескольких игр про Соника на Sega Saturn. Целью стратегии стало привлечение новых игроков к серии Sonic the Hedgehog. Специально для этого были разработаны такие игры, как сборник Sonic Jam, платформер Sonic 3D и автосимулятор Sonic R. В интервью создатели серии Юдзи Нака и Наото Осима заявили, что поводом для создания сборника послужило многочисленные обращения поклонников, просивших Sonic Team подробнее рассказать о происхождении Соника.
Разрабатывать Sonic Jam начали после выхода Nights into Dreams…, в июле 1996 года. Sonic Team решила включить сюда несколько игр, вышедших на Mega Drive/Genesis: Sonic the Hedgehog, Sonic the Hedgehog 2, Sonic the Hedgehog 3 и Sonic & Knuckles (вместе с дополнениями Blue Sphere, Sonic 2 & Knuckles и Sonic 3 & Knuckles). Специально для сборника был создан уровень «Sonic World», выполненный полностью в трёхмерной графике. Через него можно узнать историю серии Sonic the Hedgehog с 1991 по 1997 годы. Тем не менее команда испытывала трудности по сбору информации, так как они даже не подозревали о выходе других игр на Sega Master System, Sega Game Gear и Sega Pico.
Релиз Sonic Jam состоялся на Sega Saturn летом 1997 года. В следующем году компания Tiger Electronics издала проект для своей консоли Game.com. Данная версия выполнена в виде платформера, и похожа на предыдущие части серии. В ней содержатся игры Sonic the Hedgehog 2, Sonic the Hedgehog 3 и Sonic & Knuckles в изменённом варианте. Эта версия получила крайне негативные отзывы критиков, которые ругали низкую скорость, плохую графику и управление.

## Оценки и мнения
| Сводный рейтинг       | Сводный рейтинг |
| Агрегатор             | Оценка          |
| --------------------- | --------------- |
| GameRankings          | 77,55 %         |
| MobyRank              | 82/100          |
| Иноязычные издания    |                 |
| Издание               | Оценка          |
| AllGame               | (SAT) · (GCOM)  |
| EGM                   | 8,12/10         |
| GamePro               | 4,5/5           |
| GameRevolution        | B               |
| GameSpot              | 5,9/10          |
| Sega Saturn Magazine  | 92 %            |
| The Video Game Critic | A-              |
| Русскоязычные издания |                 |
| Издание               | Оценка          |
| «Страна игр»          | 8/10            |

Сборник получил в основном положительные отзывы от критиков. На сайте GameRankings средняя оценка составляет 77,55 %. Представитель из GamePro в своём обзоре высоко оценил содержание сборника, заявив, что Sonic Jam — прекрасное дополнение к любой библиотеке игр для Sega Saturn. Журналист сайта The Video Game Critic в своём итоге также посоветовал игрокам приобрести компиляцию для своей приставки, назвав её «весёлой». Положительно он оценил трёхмерный уровень «Sonic World», различные квесты и дополнительные материалы. Однако в качестве недостатков упоминал звуковое оформление и графику.
Однако встречались и более сдержанные отзывы. Критик из Game Revolution назвал Sonic Jam «простым солидным набором игр, которые мы видели раньше». Глен Рубенштейн из GameSpot оценил Sonic Jam в 5,9 баллов из 10 возможных, по причине отсутствия полноценной трёхмерной графики, подобной как в Super Mario 64 для Nintendo 64. Уровень «Sonic World», по его словам, не спасает ситуацию. Помимо этого, критик удивился, почему Sonic Team не включила в свой сборник игры Sonic the Hedgehog CD и Sonic Spinball. Рубенштейн также отметил, что серия находится в глубочайшем упадке, потому что туда уже не вносятся «свежие» и «революционные» идеи. Колин Уильямсон из AllGame назвал отсутствие полноценной игры про Соника на Sega Saturn одной из причин «смерти» консоли. Он советует игрокам просто пропустить Sonic Jam, Sonic 3D и Sonic R, и дождаться на новой консоли полноценного платформера с участием ежа Соника.

### Влияние
После выпуска сборника, Sonic Team решила приступить к разработке полноценной трёхмерной игры про Соника. Уровень «Sonic World» послужил основой для создания игры Sonic Adventure, изданной для консоли Dreamcast. Продюсер Юдзи Нака в интервью журналу Sega Saturn Magazine пояснил, что команда экспериментировала с трёхмерной графикой, и хотела понять, как будет выглядеть серия в новых условиях.
Позднее Sega не раз издавала на разные консоли компиляции старых игр франшизы. Самыми продаваемыми и известными сборниками являются Sonic Mega Collection, Sonic Gems Collection и Sonic’s Ultimate Genesis Collection.
В Японии с 1997 года издательством Soft Bank выпускались книги, где содержалось руководство и дополнительная информация по игре.